# Monasterio de Rila
El monasterio de Rila (en búlgaro: Рилски Манастир, Rilski Manastir) fue fundado en el siglo X por San Juan de Rila conocido como Iván Rilski, un ermitaño canonizado por la Iglesia ortodoxa. El templo está ubicado en las Montañas Rila, en el profundo valle del río Rilski, en la parte occidental de Bulgaria, a más o menos 120 kilómetros de la capital, Sofía.

## Historia
Tradicionalmente, se ha atribuido la fundación del monasterio al ermitaño Iván de Rila, quien le habría dado su nombre; su construcción pertenecería al reinado de Pedro I (927-968). Iván se retiró como ermitaño a las montañas de la cordillera de Rila. Su hagiografía cuenta que vivió santamente en el hueco de un árbol tallado en forma de féretro. Pronto se extendió su fama de santo y se le unieron otras personas que querían seguir su ejemplo. El ermitaño vivió en una cueva sin posesiones materiales, muy cerca de la ubicación del monasterio, mientras que el complejo fue construidos por sus discípulos, quienes llegaron a las montañas en busca de su instrucción. La tumba de San Juan de Rila se convirtió en un sitio sagrado y el primitivo monasterio fue transformándose en un complejo mayor. Desempeñó un papel importante en la vida espiritual y social de la Bulgaria medieval.
Desde su creación, el monasterio de Rila ha sido financiado y respetado por los gobernantes búlgaros. Se hicieron donaciones considerables por prácticamente todos los zares durante el Segundo Imperio Búlgaro hasta la conquista otomana, llevando al monasterio a ser un gran centro cultural y espiritual que alcanzó su apogeo entre los siglos XII y XIV.
El monasterio de Rila fue reedificado en su emplazamiento actual por Hrelyu, un señor feudal, durante la primera mitad del siglo XIV. Los edificios más antiguos del complejo datan de este periodo: la torre de Hrelja (1334-35), una pequeña iglesia junto a la misma (1343), además del trono del obispo y las puertas con bellos grabados. Sin embargo, la llegada de los otomanos a finales del siglo XIV conllevó numerosas incursiones y la destrucción del monasterio a mediados del siglo XV.

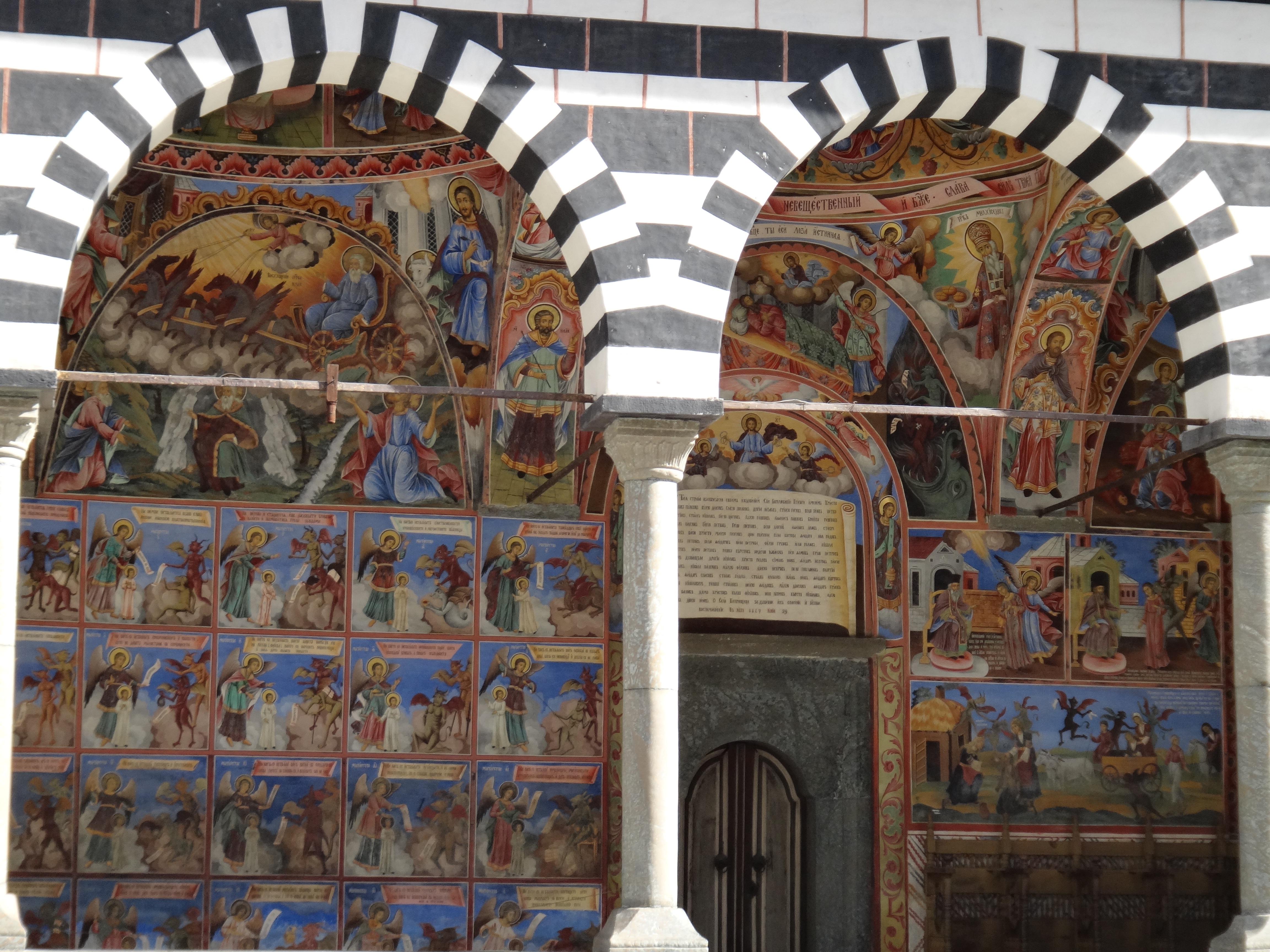
Detalle del claustro del monasterio con decoración al fresco.

Gracias a las donaciones de la sultana Mara Branković, la Iglesia Ortodoxa Rusa y el monasterio de Rossikon del monte Athos, el monasterio de Rila fue reconstruido a finales del siglo XV por tres hermanos de la región de Dupnica. Asimismo, gracias a la influencia de la sultana, las reliquias de Iván de Rila se trasladaron desde Tarnovo hasta el nuevo complejo en 1469.
El complejo sirvió como depositario de la lengua y cultura búlgaras en tiempos de dominio extranjero. Durante la época del Despertar nacional búlgaro (siglos XVIII-XIX), el monasterio fue pasto de las llamas en 1833 y fue reconstruido entre 1834 y 1862 con la ayuda de pudientes búlgaros de todo el país, bajo proyecto del arquitecto Alexi Rilets. La construcción de los edificios residenciales comenzó en 1816, mientras que un campanario se añadió a la torre de Hrelyu en 1844. Además, el neófito Rilski fundó una escuela en el monasterio durante el mismo periodo. El monasterio es conocido por ser escondite de revolucionarios búlgaros como Vassil Levski, Gotse Delchev, Peyo Yavorov, etc. El complejo monasterial, famoso por albergar la mayoría de obras maestras del Renacimiento búlgaro, fue declarado Monumento Histórico-Nacional en 1976 y se convirtió en Patrimonio Mundial de la Humanidad por la Unesco en 1983. Desde 1991 se ha subordinado enteramente al Santo Sínodo de la Iglesia Ortodoxa Búlgara.
El 25 de mayo de 2002 el papa Juan Pablo II visitó el monasterio de Rila durante su peregrinación a Bulgaria.

## En la cultura popular
- En la novela La historiadora (2005) de Elizabeth Kostova, el monasterio aparece brevemente.